# پوژول
پوژول (اسپانیایی: Pujol‎) رستورانی در شهر مکزیکوسیتی است که بر آشپزی مکزیکی تمرکز دارد و وال‌استریت ژورنال آن را بهترین رستوران مکزیک نامید. سرآشپز این رستوران، انریکه اولبرا در «مؤسسه آشپزی آمریکا» آموزش دید و ناظر کیفی غذاهای ارائه‌شده در ردهٔ کلاس تجاری خطوط هوایی آئرومکزیکو است. رستوران پوژول غذاهای مکزیکی را که از مواد اولیهٔ بومی تهیه شده‌است، به شکلی ناب و ظریف سرو می‌کند که ادای احترامی به تاریخ غنی آشپزی مکزیک است.

## جوایز

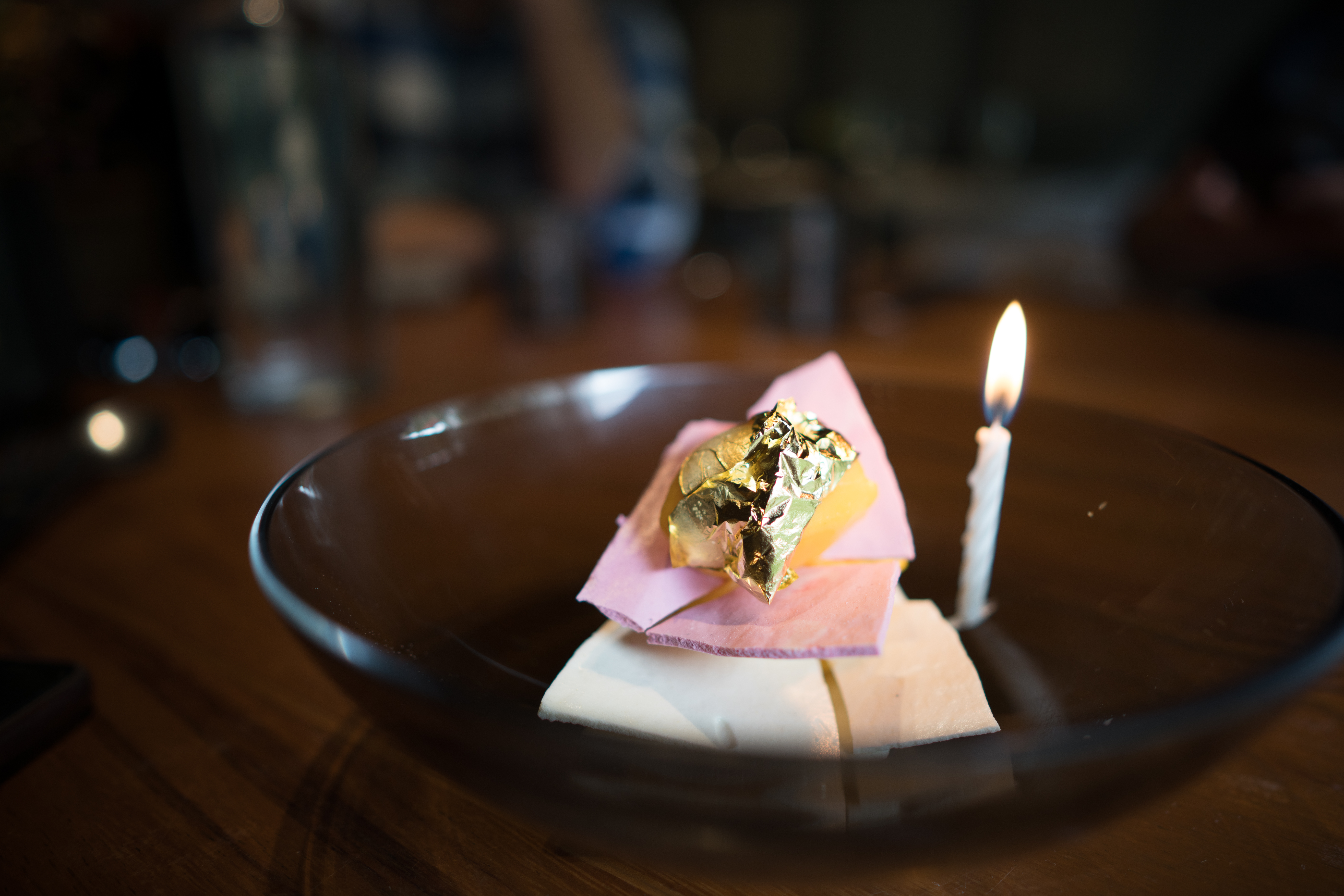
مرنگ

### ۵۰ رستوران برتر جهان
- ۲۰۱۳ - هفدهمین رستوران برتر جهان به انتخاب مجلهٔ تخصصی رستوران.[۴]

- ۲۰۱۴ - بیستمین رستوران برتر جهان.[۵]

- ۲۰۱۵ - شانزدهمین رستوران برتر جهان.[۶]

- ۲۰۱۶ - بیست و پنجمین رستوران برتر جهان و پنجمین رستوران برتر آمریکای لاتین[۷]

- ۲۰۱۷ - بیستمین رستوران برتر جهان.[۸]

- ۲۰۱۸ - سیزدهمین رستوران برتر جهان.[۹]

- ۲۰۱۹ - دوازدهمین رستوران برتر جهان.[۱۰] دو رستوران پرویی مائیدو و سنترال به ترتیب دو جایگاهِ نخستِ فهرست را به خود اختصاص دادند.[۱۱]